# المایکاع
ال-مایکاع یک منطقهٔ مسکونی در یمن است که در استان صنعا واقع شده‌است.